# Treonska kiselina
Treonska kiselina je šećerna kiselina izvedena iz treoze. -izomer je metabolit askorbinske kiseline (vitamina C).

## Uloga
-Treonska kiselina povišava količinu vitamina C koji preuzimaju T-ćelije imunskog sistema. Ona takođe uvećava dejstvo (ili potentnost) vitamina C. -treonska kiselina je dostupna kao prehrambeni suplement u pojedinim formulacijama vitamina C.

## Literatura
- Robyt, John F. (1997). Essentials of Carbohydrate Chemistry (1. изд.). Springer. ISBN 978-0-387-94951-2.
- Lindhorst, Thisbe K. (2007). Essentials of Carbohydrate Chemistry and Biochemistry (1. изд.). Wiley-VCH. ISBN 978-3-527-31528-4.